# Momilakton-A sintaza
Momilakton-A sintaza (EC 1.1.1.295, momilaktonska A sintaza, OsMAS) je enzim sa sistematskim imenom 3beta-hidroksi-9beta-pimara-7,15-diene-19,6beta-olide:NAD(P)+ oksidoreduktaza. Ovaj enzim katalizuje sledeću hemijsku reakciju
3beta-hidroksi-9beta-pimara-7,15-dien-19,6beta-olid + NAD(P)+ {\displaystyle \rightleftharpoons } momilakton A + NAD(P)H + H+
Pirinčani fitoaleksin momilakton A je diterpenoidni sekundarni metabolit koji učestvuje u odbrambenom mehanizmu biljke. Momilakton A se formira u odgovoru na napad patogena putem percepcije popuđivačkih signalnih molelula kao što je hitinski oligosaharid, H274 ili nakon izlaganja UV iradijaciji. Ovaj enzim, koji katalizuje zadnji korak biosinteze momilaktona A, može da koristi NAD+ i +, mada je aktivniji sa NAD+.

## Literatura
- Nicholas C. Price; Lewis Stevens (1999). Fundamentals of Enzymology: The Cell and Molecular Biology of Catalytic Proteins (Third изд.). USA: Oxford University Press. ISBN 019850229X.
- Eric J. Toone (2006). Advances in Enzymology and Related Areas of Molecular Biology, Protein Evolution (Volume 75 изд.). Wiley-Interscience. ISBN 0471205036.
- Branden C; Tooze J. Introduction to Protein Structure. New York, NY: Garland Publishing. ISBN 0-8153-2305-0.
- Irwin H. Segel. Enzyme Kinetics: Behavior and Analysis of Rapid Equilibrium and Steady-State Enzyme Systems (Book 44 изд.). Wiley Classics Library. ISBN 0471303097.
- William P. Jencks (1987). Catalysis in Chemistry and Enzymology. Dover Publications. ISBN 0486654605.

## Spoljašnje veze
- Momilactone-A+synthase на 